# Port Alfred
Port Alfred est une petite ville du sud-est de l'Afrique du Sud située dans la province du Cap-Oriental.

## Localisation
Port Alfred se situe sur la côte est du pays, à l'embouchure de la rivière Kowie et à mi chemin entre les grandes villes de Port Elizabeth et East London, et à 30 km à l'Ouest de Cannon Rocks. La ville était autrefois, en venant de Port Elizabeth, la dernière grande localité côtière avant l'entrée au Ciskei. 

## Quartiers

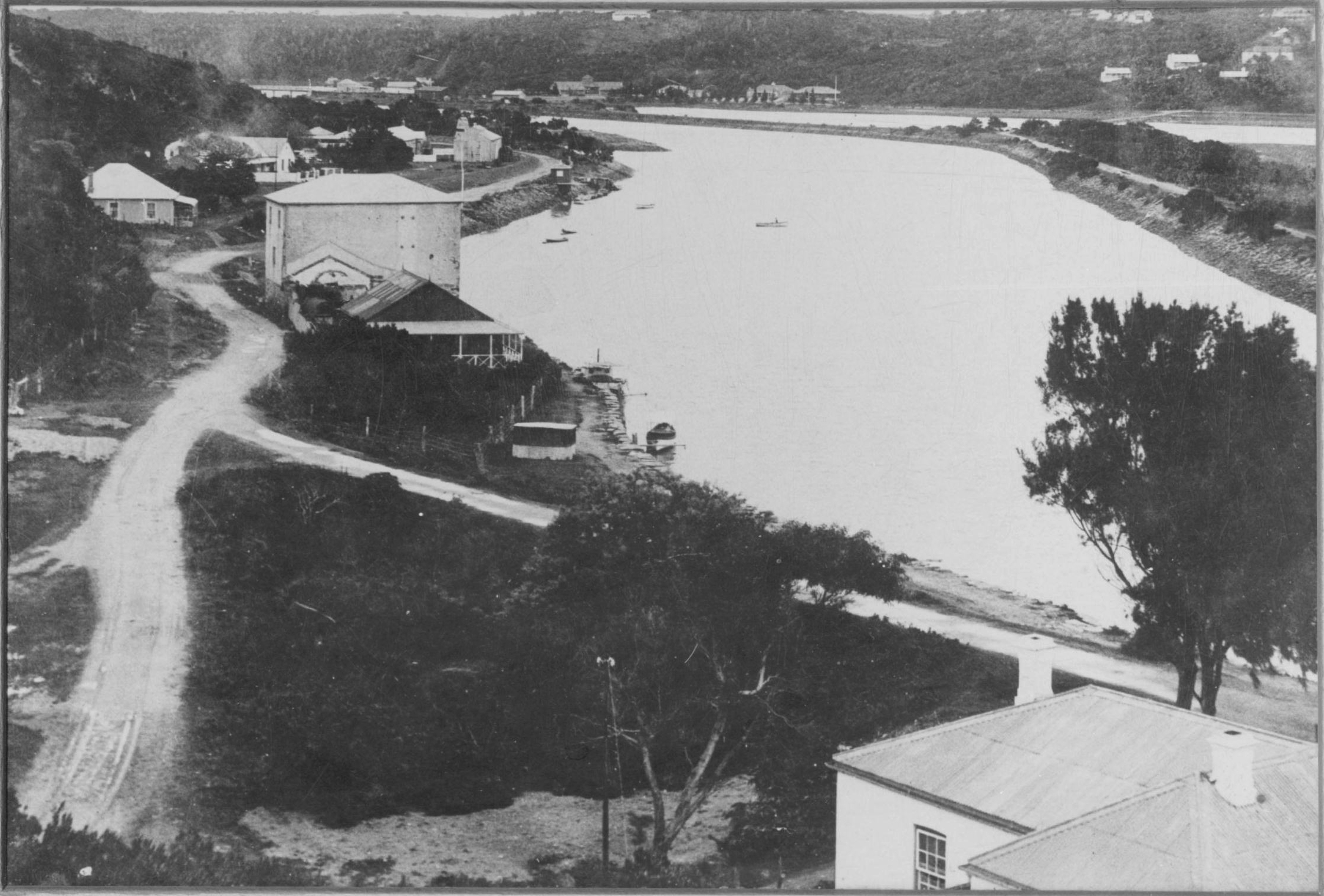
Rivière Kowie et rive gauche de Port Alfred.

Port Alfred se divise en 5 secteurs : East Bank (comprenant le centre et le port), le township de Lolen, un secteur rural, Port Alfred SP (comprenant des réserves naturelles) et Westview Heights (un grand quartier résidentiel comprenant le front de mer).
Le township de Nkwenkwezi, situé au nord-ouest, n'est pas incorporé à Port Alfred et est directement géré par la municipalité locale.

## Démographie
Selon le recensement de 2011, Port Alfred compte 9 747 habitants (44,06 % de blancs, 37,64 % de noirs et 17,29 % de coloured). 
L'anglais sud-africain est la langue maternelle majoritairement utilisée par la population locale (35,33 %) devant l'isiXhosa (32,15 %) et l'afrikaans (30,17 %).
La zone urbaine comprenant Port Alfred et le township de Nkwenkwezi (16 112 habitants, 98,94 % de noirs) compte 25 859 habitants (75,8 % de noirs, 16,7 % de blancs et 6,8 % de coloureds),  majoritairement de langue isiXhosa (71,2 %), anglaise (14,4 %) et afrikaans (11,4 %).

## Personnalités locales
- James Henry Bowker (1822-1900), officier, naturaliste et archéologue, y est né.
- Yo-Landi Vi$$er, chanteuse du groupe Die Antwoord, y est née.